# ایدن (میسیسیپی)
ایدن (به انگلیسی: Eden) روستایی در ایالت میسیسیپی کشور ایالات متحده آمریکا است که جمعیت آن در سرشماری سال ۲۰۱۰ میلادی، ۱۰۳
نفر بوده‌است.